# ريلمي 6 برو
ريلمي 6 برو (بالإنجليزية: Realme 6 Pro)‏ هو هاتف ذكي من إنتاج شركة ريلمي، تم الكشف عن الجهاز في 5 مارس 2020 وتركز ريلمي في تطوير الهاتف عن عائلة ريلمي السابقة 

## مواصفات الهاتف
- يأتي الهاتف بأبعاد 163.8×75.8×8.9 ملم مع وزن 202 جرام
- الخامات المستخدمة في الهاتف تأتي من الزجاج مع إطار من البلاستيك.
- الهاتف يدعم شريحتين اتصال من نوع Nano Sim.
- يدعم شبكات الجيل الثاني الـ 2G والجيل الثالث الـ 3G والجيل الرابع الـ 4G.
- الهاتف يأتي بشاشة كاملة مع ثقبين للسيلفي بأعلى يسار الهاتف والشاشة بقياس 6.6 بوصة بجودة الـ FHD+ بدقة 1080×2400 بكسل بمعدل كثافة بكسلات 399 بكسل لكل إنش مع دعم الشاشة لأبعاد العرض الجديدة بنسبة الـ 20:9 مع طبقة حماية من نوع Corning Gorilla Glass الجيل الخامس مع دعم الشاشة إلى الـ 90 Hz لعرض أفضل للفيديوهات ولعب الألعاب بشكل أكثر مرونة كما يمكنك التنقل أيضاً إلى 60 Hz للعمل على توفير الطاقة بشكل أكبر وتدعم الشاشة وضع الـ Dark Mode وإمكانية تقسيم الشاشة وفتح أكثر من تطبيق في وقت واحد كما يمكنك إلغاء أزرار التحكم واستخدام الايماءات بدلاً من ذلك بهدف استخدام أكبر لشاشة الهاتف وتحتل الشاشة 90.6% من الواجهة الأمامية للهاتف.[2]
- يأتي بنسخة واحدة بذاكرة صلبة بسعة 128 جيجا بايت مع ذاكرة عشوائية بسعة 8 جيجا بايت

– الذاكرة الصلبة تأتي من نوع UFS 2.1 والذاكرة العشوائية من نوع LPDDR4X
– يدعم إمكانية زيادة المساحة التخزينية عن طريق كارت ميموري ويتم وضعه بمنفذ منفصل.
- أما عن الأداء فالهاتف يأتي بمعالج من شركة كوالكوم حيث يأتي من نوع Snapdragon 720G بتكنولوجيا 8 نانو مع معالج رسومي Adreno 618 ليكون أول هاتف في العالم يأتي بهذا المعالج كما يدعم الهاتف ميزة تعزيز أداء الألعاب عن طريق الـ Game Space، المعالج يقدم أداء مقارب إلى الـ Snapdragon 730G مع نفس قوة أداء المعالج الرسومي في الألعاب.
- الكاميرا الأمامية تأتي بكاميرا مزدوجة حيث تأتي الكاميرا الأولى بدقة 16 ميجا بكسل بفتحة عدسة F/2.0 ويأتي بمستشعر من نوع Sony IMX471 وهي الكاميرا الأساسية للهاتف أما عن الكاميرا الثانية فتأتي بدقة 8 ميجا بكسل بفتحة عدسة F/2.2 وهي الخاصة بالتصوير الواسع.
- الكاميرا الخلفية تأتي بكاميرا رباعية حيث تأتي الكاميرا الأولى بدقة 64 ميجا بكسل بفتحة عدسة F/1.8 وتأتي بمستشعر من نوع Samsung GW1 وهي الكاميرا الأساسية والكاميرا الثانية تأتي بدقة 12 ميجا بكسل بفتحة عدسة F/2.5 وهي الخاصة بالتقريب الـ Telephoto أو الزوم 2X حقيقي وحتى 20X ديجتال والكاميرا الثالثة تأتي بدقة 8 ميجا بكسل بفتحة عدسة F/2.3 وهي الخاصة بالتصوير الواسع الـ Ultra wide والكاميرا الرابعة تأتي بدقة 2 ميجا بكسل بفتحة عدسة F/2.4 وهي الخاصة بالتصوير الماكرو مع فلاش خلفي أحادي من نوع ليد فلاش وتدعم الكاميرات المثبت الإلكتروني الـ UIS Max لمنع الاهتزاز أثناء التصوير بالإضافة لدعم الكاميرات لوضع الـ Super Nightscape 3.0 للحصول على صور أفضل في الإضاءة المنخفضة كما يمكنك التقريب حتى 20 مرة عن طريق السوفت وير.
- يدعم الهاتف الميكروفون الثانوي الخاص بعزل الضوضاء والضجيج أثناء استخدام الهاتف بصفة عامة.
- يدعم الهاتف تصوير الفيديوهات بجودة الـ 4K بدقة 2160 بكسل بمعدل التقاط 30 إطار في الثانية كما يدعم التصوير الـ FHD بدقة 1080 بكسل بمعدل التقاط 30 و60 إطار في الثانية كما يدعم التصوير الـ HD بدقة 720 بكسل بمعدل التقاط 30 و60 إطار في الثانية كما يدعم التصوير الـ Slow Motion بمعدل التقاط 120 إطار في الثانية.
- وسائل الأمان الموجودة في الهاتف: يدعم مستشعر البصمة ويأتي مدمج بزر الطاقة بالإضافة لدعمه إلى خاصية الـ Face Unlock.
- كما يدعم معظم المستشعرات الأخرى مثل التسارع والقرب والبوصلة والجيروسكوب.
- يدعم البلوتوث بإصدار 5.1 مع دعمه لخاصيتي الـ A2DP, LE.
- يدعم تحديد الموقع الجغرافي الـ GPS مع دعمه لأنظمة الملاحة الأخرى مثل الـ Dual-band A-GPS, GLONASS, BDS, NavIC لتحديد الموقع الجغرافي بشكل أكثر دقة.
- الواي فاي يأتي بترددات الـ a/b/g/n/ac مع دعمه إلى الـ Dual-band, Wi-Fi Direct, hotspot.
- يدعم الهاتف منفذ الـ 3.5 ملم الخاص بسماعات الأذن.
- يدعم Dolby Atmos لتجربة صوتية محترمة وجودة عالية.
- منفذ الـ USB يأتي من النوع الأحدث الـ Type C مع دعمه لخاصية الـ OTG لتشغيل أي USB Driver على هاتفك.
- البطارية تأتي بسعة 4300 مللي أمبير مع دعمها للشحن السريع بقوة 30 واط فهي نفس بطارية ريلمي 6.
- يأتي الهاتف بنظام التشغيل الأحدث الـ Android 10 مع واجهة ريلمي الحديثة الـ Realme UI.
- يتوفر الهاتف باللون الأزرق واللون الأحمر

## عيوب الهاتف
- - سماعات الأذن غير مرفقة في علبة الهاتف.
  - الحافة السفلية للشاشة ما زالت كبيرة
  - بروز الكاميرا الخلفية عن ظهر الهاتف
  - خامات التليفون من الجانب والظهر الخلفي بلاستيكي
  - عدم توفر اللون الأسود وبعض الألوان الأخرى الأساسية
  - غير مقاوم للسقوط في الماء أو الغبار[3]